# Miami Dolphins 1975
La stagione 1975 dei Miami Dolphins è stata la numero 10 della franchigia, la sesta nella National Football League. La squadra, che mancò per la prima volta i playoff dal 1969, si ritrovò senza i running back Larry Csonka e Jim Kiick e il wide receiver Paul Warfield che avevano firmato per giocare nei Memphis Southmen della World Football League.

## Scelte nel Draft 1975
| Giro | Scelta | Giocatore      | Ruolo            | College        |
| 1    | 23     | Darryl Carlton | Offensive Tackle | Tampa          |
| 2    | 49     | Stan Winfrey   | Running Back     | Arkansas State |
| 3    | 75     | Gerald Hill    | Linebacker       | Houston        |
| 4    | 100    | Bruce Elia     | Linebacker       | Ohio State     |
| 5    | 127    | Barry Hill     | Defensive back   | Iowa State     |
| 6    | 143    | Steve Towle    | Linebacker       | Kansas         |

## Calendario

### Stagione regolare
| Turno | Data  | Avversario             | Risultato | Punti Dolphins | Punti avv. | Record | Pubblico |
| 1     | 22/9  | Oakland Raiders        | S         | 21             | 31         | 0–1    | 78.744   |
| 2     | 28/9  | @ New England Patriots | V         | 22             | 14         | 1–1    | 60.602   |
| 3     | 5/    | @ Green Bay Packers    | V         | 31             | 7          | 2–1    | 56.267   |
| 4     | 12/10 | Philadelphia Eagles    | V         | 24             | 16         | 3–1    | 60.127   |
| 5     | 19/10 | @ New York Jets        | V         | 43             | 0          | 4–1    | 47.191   |
| 6     | 26/10 | @ Buffalo Bills        | V         | 35             | 30         | 5–1    | 79.141   |
| 7     | 2/11  | @ Chicago Bears        | V         | 46             | 13         | 6–1    | 57.455   |
| 8     | 9/11  | New York Jets          | V         | 27             | 7          | 7–1    | 72.896   |
| 9     | 16/11 | @ Houston Oilers       | S         | 19             | 20         | 7–2    | 48.892   |
| 10    | 23/11 | Baltimore Colts        | S         | 17             | 33         | 7–3    | 61.986   |
| 11    | 1/12  | New England Patriots   | V         | 20             | 7          | 8–3    | 61.963   |
| 12    | 7/12  | Buffalo Bills          | V         | 31             | 21         | 9–3    | 78.701   |
| 13    | 14/12 | @ Baltimore Colts      | S         | 7              | 10         | 9–4    | 59.398   |
| 14    | 20/12 | Denver Broncos         | V         | 14             | 13         | 10–4   | 43.064   |

## Classifiche
| AFC East             | AFC East | AFC East | AFC East | AFC East | AFC East | AFC East | AFC East | AFC East | AFC East |
|                      | V        | S        | P        | %        | DIV      | CONF     | PF       | PS       | Str.     |
| -------------------- | -------- | -------- | -------- | -------- | -------- | -------- | -------- | -------- | -------- |
| Baltimore Colts(3)   | 10       | 4        | 0        | .714     | 6–2      | 8–3      | 395      | 269      | V9       |
| Miami Dolphins       | 10       | 4        | 0        | .714     | 6–2      | 7–4      | 357      | 222      | V1       |
| Buffalo Bills        | 8        | 6        | 0        | .571     | 5–3      | 7–4      | 420      | 355      | S1       |
| New York Jets        | 3        | 11       | 0        | .214     | 2–6      | 3–8      | 258      | 433      | S2       |
| New England Patriots | 3        | 11       | 0        | .214     | 1–7      | 2–9      | 258      | 358      | S6       |